# Sammlung Oskar Reinhart – Am Römerholz

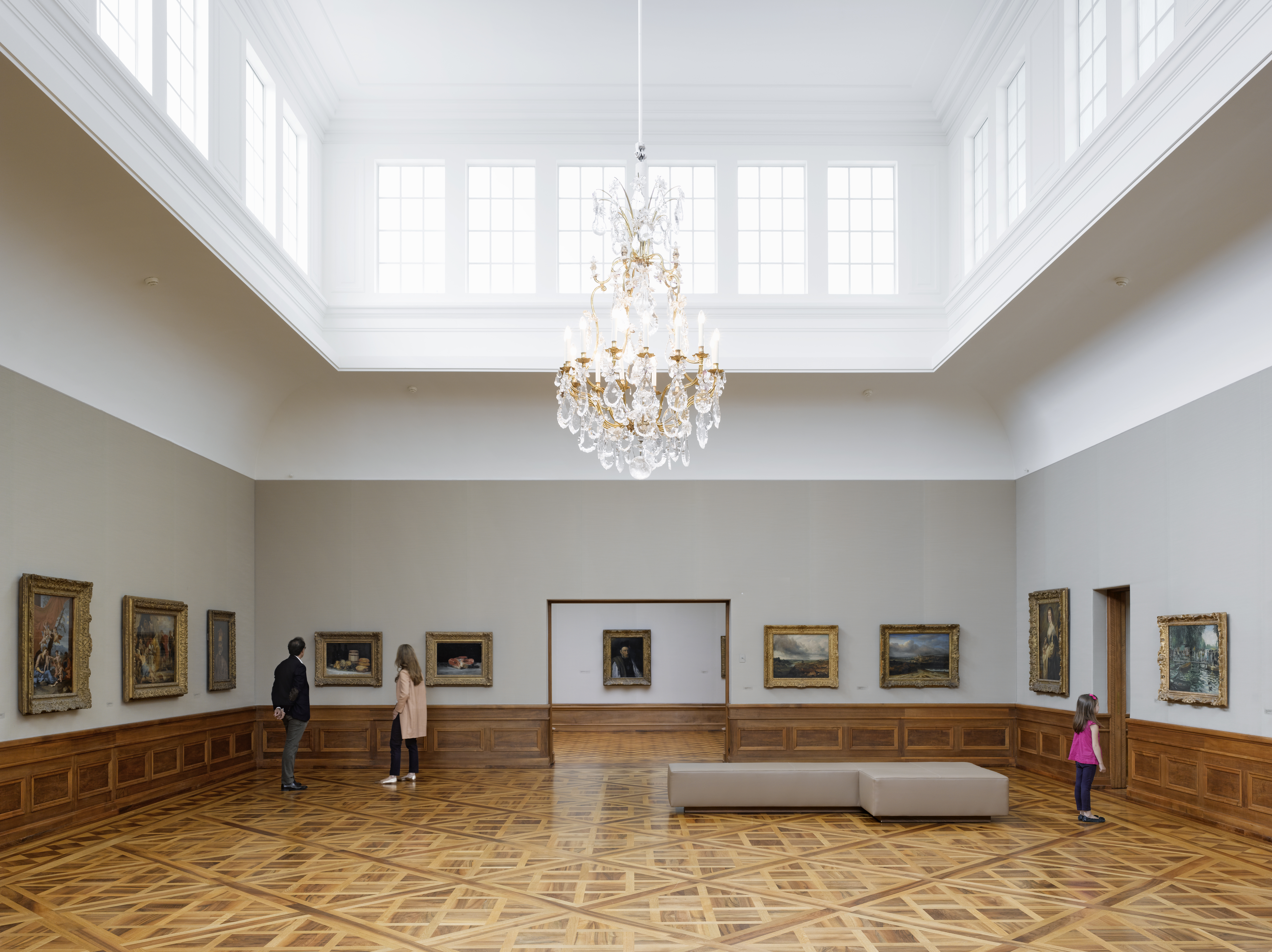
Stora galleriet.

Sammlung Oskar Reinhart – Am Römerholz är ett federalt konstmuseum i Winterthur i kantonen Zürich i Schweiz som öppnades för allmänheten 1970.
Oskar Reinhart (1885–1965) var en förmögen schweizisk konstsamlare. Han donerade 1951 stora delar av sin samling, framför allt tysk-schweizisk-österrikisk konst från 1700-, 1800- och det tidiga 1900-talet, till hemstaden Winterthur; en donation som idag utgör grunden för det kommunala Kunst Museum Winterthur – Reinhart am Stadtgarten. Den äldre och internationella konsten behöll han i sin villa Am Römerholz. Vid sin död 1965 testamenterade han villan inklusive konsten till schweiziska staten. Konsten i villan uppgår till cirka 200 verk och bland konstnärerna återfinns Lucas Cranach den äldre, Honoré Daumier, Pierre-Auguste Renoir, Paul Cézanne, Claude Monet och Vincent van Gogh.  
Am Römerholz uppfördes 1913–1915 av den schweiziske arkitekten Maurice Turrettini (1878–1932) för industrimannen Henri Sulzer-Ziegler. Villan förvärvades 1924 av Reinhardt.